# Metexilisia citrago
Metexilisia citrago är en fjärilsart som beskrevs av De Toulgoët 1958. Metexilisia citrago ingår i släktet Metexilisia och familjen björnspinnare. Inga underarter finns listade i Catalogue of Life.